# Mexicaanse Arbeiderspartij
De Mexicaanse Arbeiderspartij (Spaans: Partido Mexicano de los Trabajadores, PMT) was een Mexicaanse politieke partij.
De partij kende haar wortels in de studentenbeweging van 1968 en het bloedbad van Tlatelolco. De partij werd opgericht in 1975 en werd officieel erkend in 1984. Enkele van Mexico's meest vooraanstaande intellectuelen waren lid van de PMT, waaronder Heberto Castillo, Carlos Fuentes, Octavio Paz en Luis Villoro. De partij streefde naar democratisering van Mexico en verzette zich tegen de oppermachtige Institutioneel Revolutionaire Partij (PRI). Zo stelde het voor de burgemeester en assemblee van Mexico-Stad, die destijds benoemd werden, door de bevolking te laten kiezen en riep het op te breken met de corporatistische praktijken binnen de Mexicaanse vakbonden. De PMT was verder voorstander van economisch nationalisme, vrouwenemancipatie en het behoud van de ejido's.
In 1987 ging de PMT met de Verenigde Socialistische Partij van Mexico (PMS) samen tot de Mexicaanse Socialistische Partij (PMS).
PAN · PRI · PVEM · PT · MC · Morena